# 형 (춘추)
형(邢, 서주 초기 ~ 기원전 635년)은 중국 주나라의 제후국이다. 금문에서는 정(井, 丼)으로 표기된다. 임금의 성은 희성(姬姓)이고 작위는 후작이다. 소재지는 오늘날의 허베이성 싱타이 시이다. 주 성왕(周 武王)에게 봉해졌다.

## 역사
기원전 642년 겨울에, 형나라와 오랑캐 적(狄)이 함께 위(衛)나라를 침공했다.
기원전 641년에 위 문공이 형나라를 침공해 이를 보복했다.
기원전 640년에도 위 문공이 형나라를 공격했다.
기원전 636년에 위 문공이 형나라를 멸망시키고자 하였다. 위나라 대부 예지(禮至) 형제가 꾀를 내어 형나라로 가 대부가 되었고, 곧 형나라 정경(正卿) 국자(國子)의 신임을 얻었다.
기원전 635년 정월에, 대부 예지 형제가 형나라의 정경(正卿) 국자와 함께 성을 순시하다가 갑자기 양쪽에서 팔을 잡아 엎드리게 한 뒤 죽였다. 위 문공이 이 틈을 타서 형나라를 공격해 멸망시켰다.

## 유적
형나라와 관련된 유적지로, 허베이성 싱타이의 형국 묘지가 있다.

## 역대 군주
- 형 붕숙(朋叔) - 곧 《맥방정(麥方鼎)》의 정후(井侯)를 가리킨다.[2]
- 정백 녹(丼伯 䚄) - 서주 중기 때 군주이다.[3]